# Näverhultasjön
Näverhultasjön är en sjö i Alingsås kommun och Vårgårda kommun i Västergötland och ingår i Göta älvs huvudavrinningsområde. Sjön har en area på 0,103 kvadratkilometer och ligger 210,6 meter över havet. Maxdjupet är 14,4 m. Sjön avvattnas av vattendraget Hjulån.

## Delavrinningsområde
Näverhultasjön ingår i det delavrinningsområde (641983-131255) som SMHI kallar för Inloppet i Store-Nären. Medelhöjden är 191 meter över havet och ytan är 5,27 kvadratkilometer. Det finns inga avrinningsområden uppströms utan avrinningsområdet är högsta punkten. Hjulån som avvattnar avrinningsområdet har biflödesordning 4, vilket innebär att vattnet flödar genom totalt 4 vattendrag innan det når havet efter 56 kilometer. Avrinningsområdet består mestadels av skog (88 %). Avrinningsområdet har 0,1 kvadratkilometer vattenytor vilket ger det en sjöprocent på 1,9 %.